# Klewang

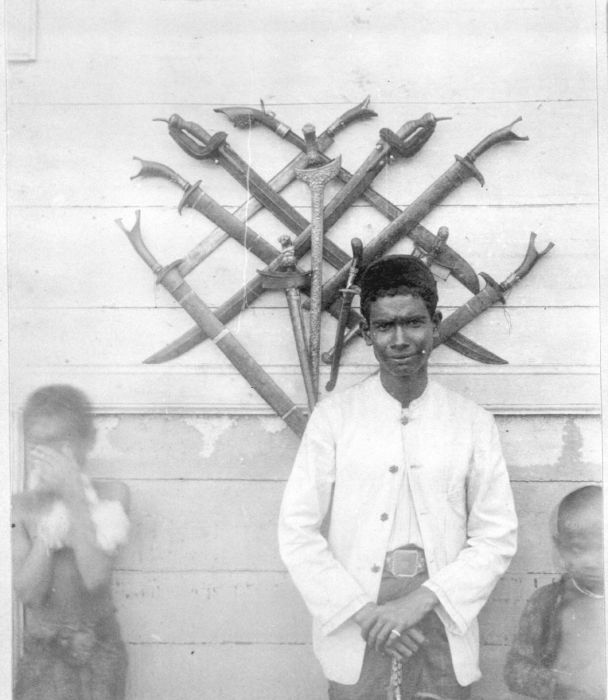
Si Boendri voor een wand met een collectie krissen en klewangs, Atjeh, 1893-1895

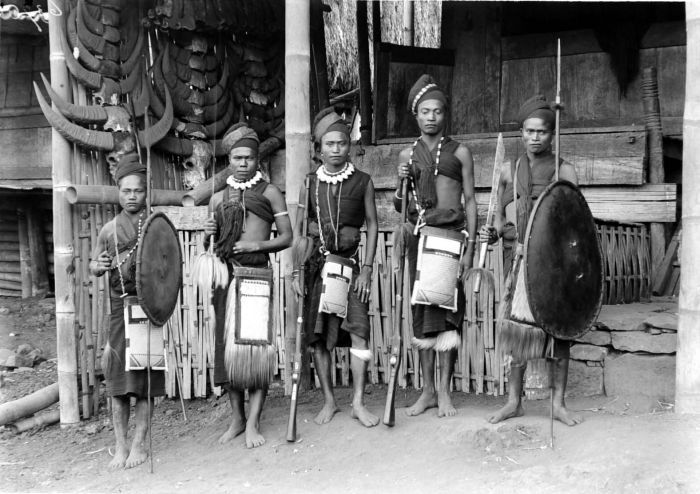
Een groep Ngada mannen gereed voor een oorlogsdans, zij dragen o.a. klewangs, Flores, 1915-1918

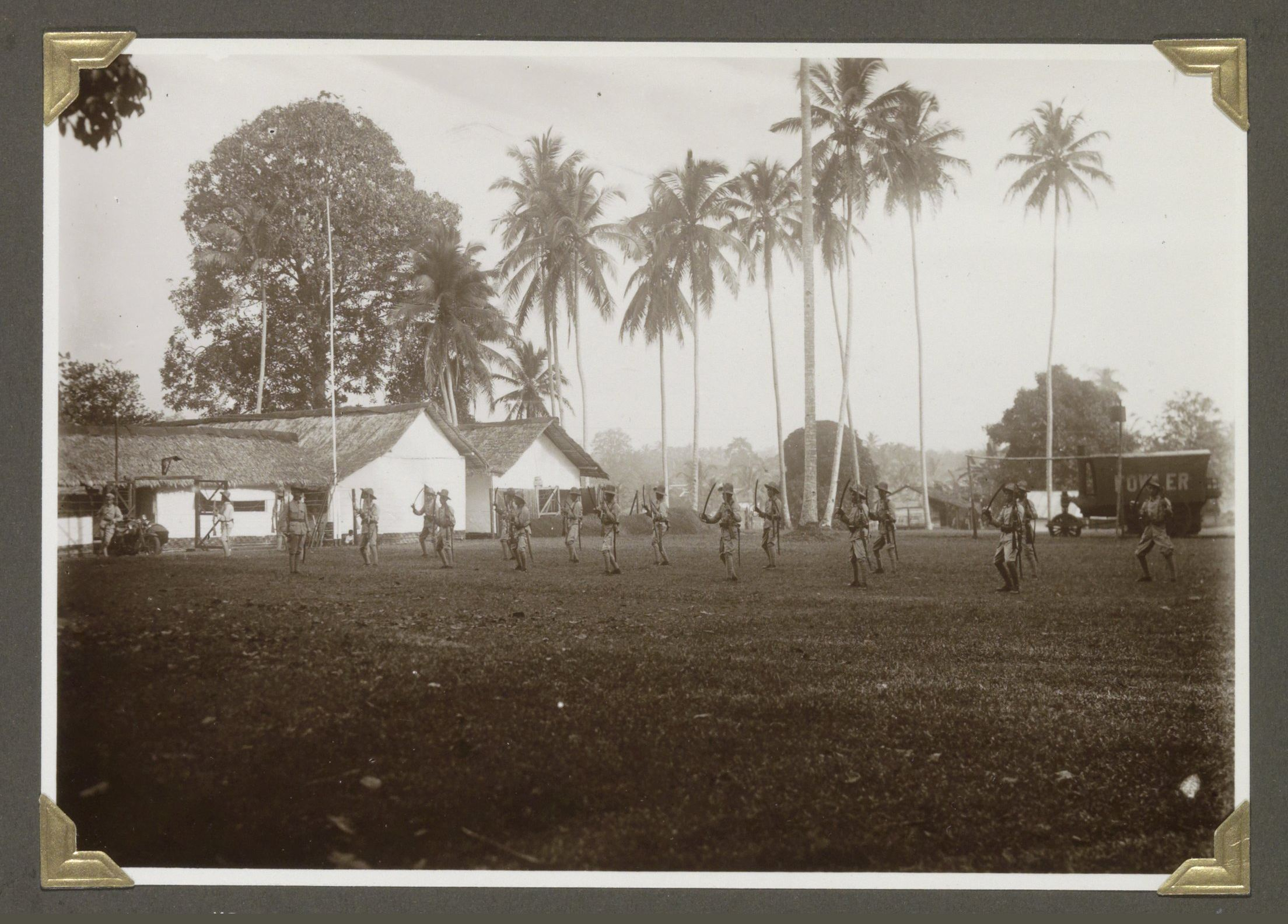
Agenten van de veldpolitie in Lampong tijdens het klewang- en karabijnschermen

Een klewang is een traditioneel aan een kant geslepen zwaard in de stijl van een machete uit Indonesië. Het is een kort houwwapen of hakmes met een zeer scherpe, nagenoeg rechte of zwak gebogen eensnijdende kling, die naar de punt toe breder wordt, alwaar zij, evenals bij een scheermes recht (of schuin) is afgesneden. In afmeting, gewicht en vorm ligt hij tussen de golok en de kampilan. 
De Nederlandse militaire klewang werd eind negentiende eeuw ontwikkeld, omdat men in die tijd zeker bij gevechten in de jungle, het vuurwapen nooit helemaal kon vertrouwen. De standaard (Europese) blanke wapens (degens en bajonetten) bleken in de praktijk geen goede bescherming te bieden tegen klewangaanvallen van guerrillastrijders op Atjeh. In de Atjehoorlog bleek de klewang erg effectief in man-tegen-mangevechten met Nederlandse troepen. Het voorschrift was om de revolver in de linkerhand te houden en de klewang in de rechterhand (want '...de klewang in de rechtervuist weigert nooit'). Het Nederlandse Korps Marechaussee te voet dat actief het gevecht aanging met de Atjehers ging een hartsvanger, ook klewang genaamd, gebruiken om de vijand te bevechten. Vanaf 1898 was de klewang een officieel wapen, eerst van de Marechaussee-eenheden in Atjeh, later ook van andere zoals KNIL, leger, marine en zelfs politie-eenheden in Nederland.
De klewang is vanaf 1898 in verschillende modellen tot ver na de Tweede Wereldoorlog geproduceerd. Het wapen werd tijdens de Tweede Wereldoorlog ook gebruikt door het Amerikaanse leger in de Pacific. De Koninklijke Marechaussee, het regiment van Heutsz van de landmacht en de adelborsten van het Koninklijk Instituut van de marine dragen nog steeds de klewang als ceremonieel wapen.

## Afbeeldingen

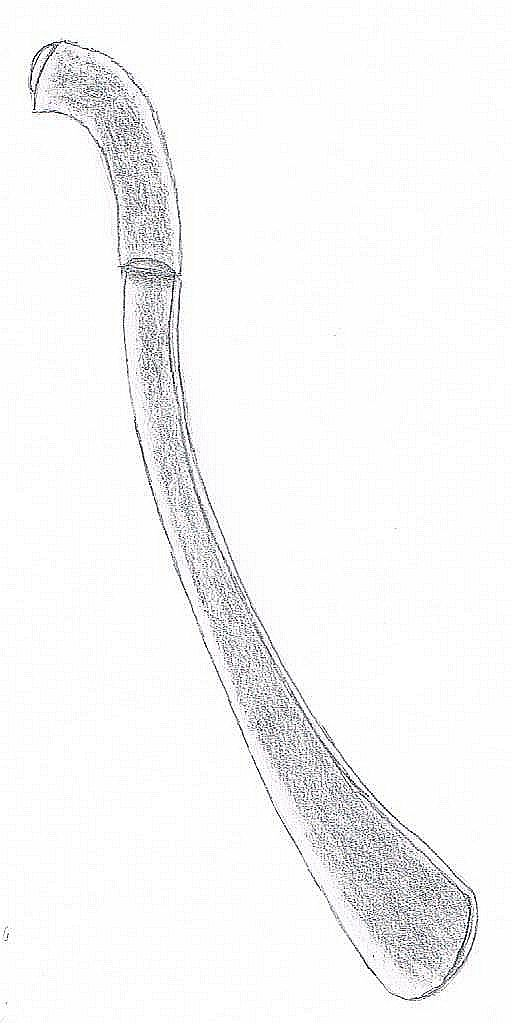
Klewang-Ladeng uit Sumatra
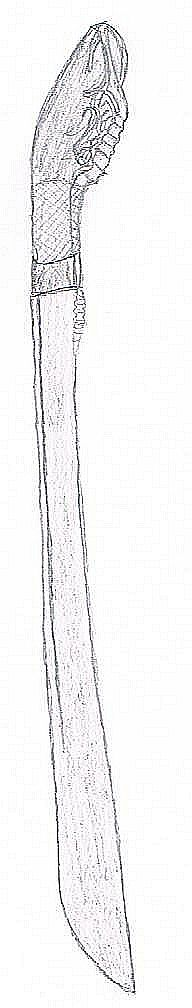
Chunderik-klewang uit Sumatra
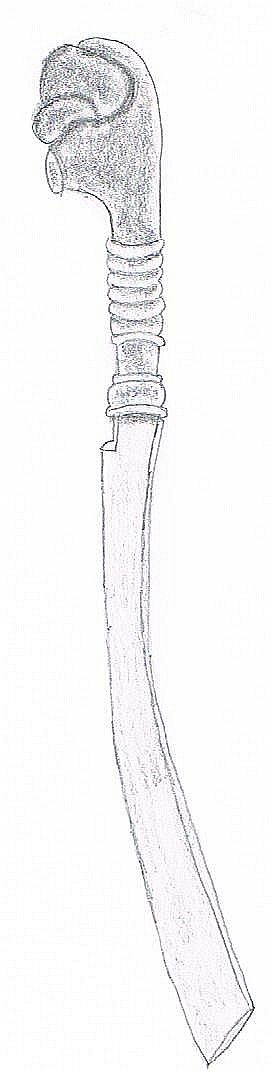
Klewang-Sanget uit Borneo
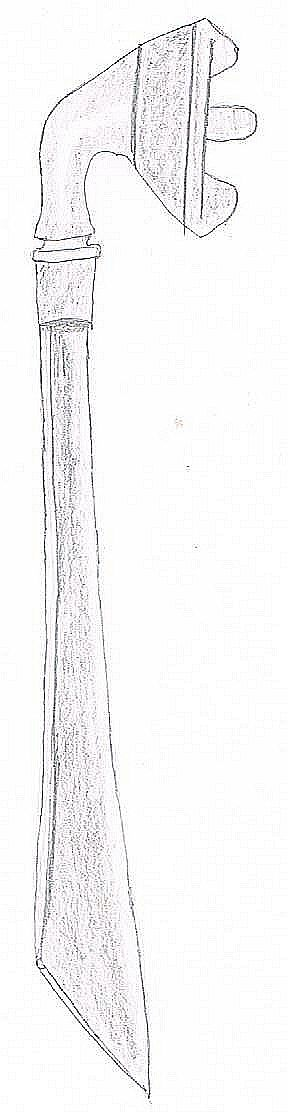
Klewang uit Sulawesi